# 氯化镨
氯化镨(III)是一种无机化合物，化学式为PrCl3。它是蓝绿色的固体，在潮湿空气中迅速吸水，转变为亮绿色的七水合物。

## 制备
氯化镨由金属镨和氯化氢反应得到:
2 Pr + 6 HCl  → 2 PrCl3 + 3 H2
它通常通过真空升华法提纯
氯化镨的水合物可以由金属镨或碳酸镨(III)与盐酸溶液反应得到：
Pr2(CO3)3  +  6 HCl  +  15 H2O  →   2 [Pr(H2O)9]Cl3  +  3 CO2
无水氯化镨可以利用氯化铵在400℃对其水合物作用来脱水，也可以用氯化亚砜来脱水：
PrCl3·6H2O + 6 SOCl2 → PrCl3 + 6 SO2↑ + 12 HCl↑
用氧化镨和某些氯化物反应也能得到无水氯化镨：
4 Pr2O3 + 3 S2Cl2 + 9 Cl2 → 8 PrCl3 + 6 SO2 （400~700℃反应）
4 Pr2O3 + 12 S2Cl2 → 8 PrCl3 + 2 SO2 + 18 S （250~500℃反应）
Pr2O3 + 3 SOCl2 → 2 PrCl3 + 3 SO2 (450℃反应)
Pr2O3 + 3 CCl4 → 2 PrCl3 + 3 Cl2 + 3 CO (400~500℃反应)
Pr2O3 + 6 NH4Cl → 2 PrCl3 + 3 H2O + 6 NH3 (加热反应)

## 化学反应
氯化镨是一种路易斯酸，根据HSAB理论归类为“硬”。对水合氯化镨的迅速加热会产生少量的水解，产生PrOCl。
无水氯化镨很容易吸水并潮解，也能吸收氨，生成氨合物（PrCl3·nNH3）。
氯化镨和氯化钾反应，可以形成一个稳定的路易斯酸碱络合物K2PrCl5，这种化合物展现出有趣的光学和磁的性质.
氯化镨的水溶液可以制备难溶的镨化合物。例如，磷酸镨(III)和氟化镨(III)可以通过相应的复分解反应制备：
PrCl3  + K3PO4  → PrPO4 + 3 KCl
PrCl3 + 3 NaF → PrF3 + 3 NaCl
当和碱金属氯化物加热时，会形成一系列的三元化合物，它们的化学式为MPr2Cl7, M3PrCl6、 M2PrCl5和M3Pr2Cl9。（其中M = K, Rb, Cs）

## 补充阅读
1. CRC Handbook of Chemistry and Physics (58th edition), CRC Press, West Palm Beach, Florida, 1977.
2. N. N. Greenwood, A. Earnshaw, Chemistry of the Elements, Pergamon Press, 1984.
3. S. Sugiyama, T. Miyamoto, H. Hayashi, M. Tanaka, J. B. Moffat Journal of Molecular Catalysis A, 118, 129-136 (1997).
4. Druding L. F.,  Corbett J. D.,  Ramsey B. N. . Inorganic Chemistry. 1963, 2 (4): 869–871. doi:10.1021/ic50008a055.